# Kim cang lá có lông
Kim cang lá có lông hay kim cang lạc (danh pháp: Smilax aberrans) là một loài thực vật có hoa trong họ Smilacaceae. Loài này được Gagnep. miêu tả khoa học đầu tiên năm 1934.